# Yali, Antioquia
Yali este un municipiu din departamentul Antioquia, Columbia.